# Renée Green
Renée Green (ur. 25 października 1959 w Cleveland) – amerykańska artystka, działająca na różnych obszarach: mediów, architektury, rzeźby, fotografii, grafiki, filmu i projektów internetowych. W swojej twórczości czerpie z antropologii kulturowej i historii społecznej; prace jej są inspiracją zarówno dla artystów, jak i naukowców.

## Wykształcenie
Renée Green studiowała sztukę na Wesleyan University oraz na School of Visual Arts in New York. Uczęszczała również na kurs procedur wydawniczych Radcliffe na Uniwersytecie Harvarda w Cambridge w stanie Massachusetts. W 1989 roku była uczestniczką programu Whitney Museum of American Art Independent Study Program (ISP). Na Wesleyan University napisała pracę dyplomową o sztuce afroamerykańskiej zatytułowaną „textual analysis of criticisms, which were written by both Black and White critics from the 1920s and the 1960s”. Wielki wpływ wywarł na nią udział w katalogowaniu kolekcji podarowanej przez Sola LeWitta firmie Wadsworth Atheneum. Green stworzyła wpisy do katalogu dla Adriana Pipera i Lawrence'a Weinera.

## Działalność
Jej dzieła przybierają formę złożonych instalacji, w których idee, wydarzenia historyczne i narracje, a także artefakty kulturowe są badane z wielu perspektyw. Green bada zmiany i wyłomy w prywatnych i publicznych sferach, a także w tym, co zostało już wymyślone i sformułowane. Jej wystawy i filmy były prezentowane w muzeach, na festiwalach i biennale w różnych krajach. Jak zauważa badacz Alexander Alberro, twory Green nie mają charakteru dydaktycznego, a raczej zachęcają do udziału w konstruowaniu wiedzy i poznawaniu nowych perspektyw.

Green stara się w swoich pracach złapać specyficzny materiał w jego naturalnym środowisku i zrozumieć sens poprzez sieci korelacji. Jak sama pisze:  
Chciałam zacząć od zbadania artefaktu, tekstu, obrazu lub grupy obrazów, przedmiotu dekoracyjnego, powieści, wiersza, ogrodu, pałacu, domu. Wychodząc od tych obiektów lub miejsc i kontekstów, w których się pojawiały, można dostrzec zawiłe działanie niektórych ideologii, które się pojawiały [...] i próbować rozszyfrować sprzeczną przyjemność, która może im towarzyszyć.                         
W 1992 roku Green współpracowała z Fabric Workshop w Filadelfii, tworząc Mise-en-Scene: Commemorative Toile. Wspólnie stworzyli pracę, która ukazała, w jaki sposób używa się zawłaszczania do przewartościowania historii i zwrócenia uwagi na dany rodzaj narracji. Przy tworzeniu Green połączyła tradycyjne sielskie sceny z obrazami powstań i brutalnych walk o wolność. Kwiatowe girlandy zawieszone nad drzwiami stanowiły kontrast dla zakutego w łańcuchy czarnoskórego, gołego mężczyzny, klęczącego przy biurku nadzorcy. Korzystając z tych zabiegów, Green skonstruowała instalacje przypominające sale muzealne, z krzesłami, kanapami, zasłonami i tapetami w kolorze winnej czerwieni. Zamknęła w małej przestrzeni przedmioty, które z odpowiedniego miejsca zmieniają wydźwięk danej sceny.
Wiele materiałów zebranych do jej projektów pochodzi z ogromnego repozytorium obecnego w naszej kulturze, jednak prac nie można uznać za zwykły zbiór kulturowych artefaktów ani za zawłaszczenie. W każdym ze swoich projektów Green tworzy wielopłaszczyznowo, dotykając różnych dziedzin pokroju: fotografii np. Secret (1994–2006), kinematografii np. Some Chance Operations (1999); Wavelinks (2002), muzyki np. Vanished Gardens (2004), Muriel's Words (2004). Połączenie kilku gałęzi sztuki owocuje specyficznym rodzajem instalacji artystycznych, dzięki któremu uczestnik może przenieść się w inny świat.
W wyniku złożonej sieci powiązań między materiałami i projektami instalacje zwykle pojawiają się w określonym czasie i miejscu. Nie przeszkadza to jednak Green w ponownym wykorzystywaniu konceptów i tworzeniu ze starych instalacji nowych form z tym samym przekazem. Na przykład Import / Export Funk Office (1992) został później przedstawiony jako instalacja w Kolonii i Los Angeles, istnieje również jako Cd-Rom (1996); lub Code: Survey (2005–2006) przybiera formę stałego dzieła publicznego zainstalowanego w siedzibie Caltrans w centrum Los Angeles oraz strony internetowej.
Ze względu na gęstość i złożoność różnych projektów Green używa w swojej pracy standardowego katalogu publikowanego wraz z wystawami. Książki te funkcjonują na różnych poziomach: jako katalog wystawy, jako książka artystyczna, jako repozytorium dokumentów, jako transkrypcje rozmów i scenariusze filmów.
W 1997 Green została poproszona przez American Federation of the Arts do zaprojektowania Artist / Author: Contemporary Artist's Books.
W trakcie swojej działalności miała okazję pisać dla „Texte zur Kunst”, „Transition”, „Sarai Reader”, „Multitudes” i „Collapse”.
Jest autorką Other Planes of There: Selected Writings with Duke University Press, zbioru jej prac pisanych w przeciągu 29 lat (1981–2010).
W 2010 roku Green zdobyła nagrodę United States Artists Fellow.

## Projekty
1989 Permitted – to jedno z jej pierwszych dzieł. Połączyła w nim teksty i obrazy, by sprowadzić widzów do pozycji człowieka z XIX wieku. Do stworzenia instalacji wykorzystała sztuczne ciała ucharakteryzowane na konkretne osoby. Jedno z nich wzorowane było na Sarah Baartman. Instalacja zawierała również wizjer, przez który widzowie mogli podglądać Baartman stojącą na skrzyni. Intymność tej sceny i obserwowanie z ukrycia miało przynieść widzom wrażenie oglądania pornografii.
1989 Sa Main Charmante (Her Charming Hand) – centralnym elementem tego dzieła jest mydelniczka, na której widniały odciski stóp. Umieszczona była przed zamontowaną na ścianie konstrukcją przypominającą drabinę, na której listwach znajdowały się dwa teksty opisujące Sarah Baartman. Jeden z tych tekstów opisuje występ Baartmana jako Hottentot Venus, a drugi napisany przez Georgesa Cuviera i opisuje sekcje zwłok Baartman. Oba teksty przeplatają się ze sobą, wprowadzając chaos.
1990 Seen – ta praca opiera się na kilku cechach Sa Main Charmante: wykorzystuje przeplatane teksty, które odnoszą się do Sarah Baartman, a także do słynnej tancerki, piosenkarki i aktorki Josephine Baker – która śpiew „Voulez-vous de la canne”, utwór jest zapętlony w tle. Instalacja wykorzystuje wizjer, za którym znowu widać Baartman stojąc na skrzyni. Przewrotnie w trakcie instalacji sam widz staje się widowiskiem, a wszystko za sprawą Green, która sprytnie pociąga za sznurki zostawiając poszlaki i prowadząc uczestników do głównego punktu, gdzie nie wiedzą już, czy to oni obserwują te figury, czy robi to ktoś jeszcze.
1992 Mise-en-Scène – Green badała tam rolę, jaką odegrały francuskie miasta (Clisson i Nantes) w atlantyckim handlu niewolnikami. Artystka zestawiła sielankowe widoki z obrazami przemocy wobec haitańskich niewolników.
1994 Secret – projekt polegał na zamieszkaniu i dokumentacji przez Green swojego pobytu w Firminy Unité d'Habitation Le Corbusiera za pomocą aparatu i kamery.
1995–1997 Partially Buried in Three Parts – Landart Roberta Smithsona (Partically Buried Woodshed) służy jako punkt wyjścia do badania przez Greena ruchów protestacyjnych studenckich w Stanach Zjednoczonych, które koncentrują się na strzelaninach w stanie Kent, a także na masakrze studentów Kwangju (Korea 1981). Praca w formie instalacji przedstawia spojrzenie na rok 1970 z różnych perspektyw.
1999 Some Chance Operations – film-esej o włoskiej reżyserce Elvirze Notari.
2002–2004 Elsewhere? – film ten został stworzona dla instalacji zlokalizowanej w ogrodzie w Kassel, dla Documenta 11, Standardized Octagonal Units for Imagined and Existing Systems. Film bada zarówno ideę wyimaginowanych miejsc, jak i historię ogrodów i architektury ogrodowej. W 2003 roku film został zaprezentowany jako instalacja w Portikus we Frankfurcie, gdzie 1400 kolorowych wyimaginowanych nazw miejsc pokrywało rozstawione ściany.

## Dzieła
- Other Planes of There: Selected Writings (2014)
- Endless Dreams and Time-Based Streams (2010)
- Ongoing Becomings (2009)
- Negotiations in the Contact Zone (2003)
- Between and Including (2001)
- Shadows and Signals (2000)
- Artist/Author: Contemporary Artists’ Books (1998)
- Certain Miscellanies: Some Documents (1996)
- After the Ten Thousand Things (1994)
- Camino Road (1994)
- World Tour (1993)